# Antonio Ortega Gutierrez

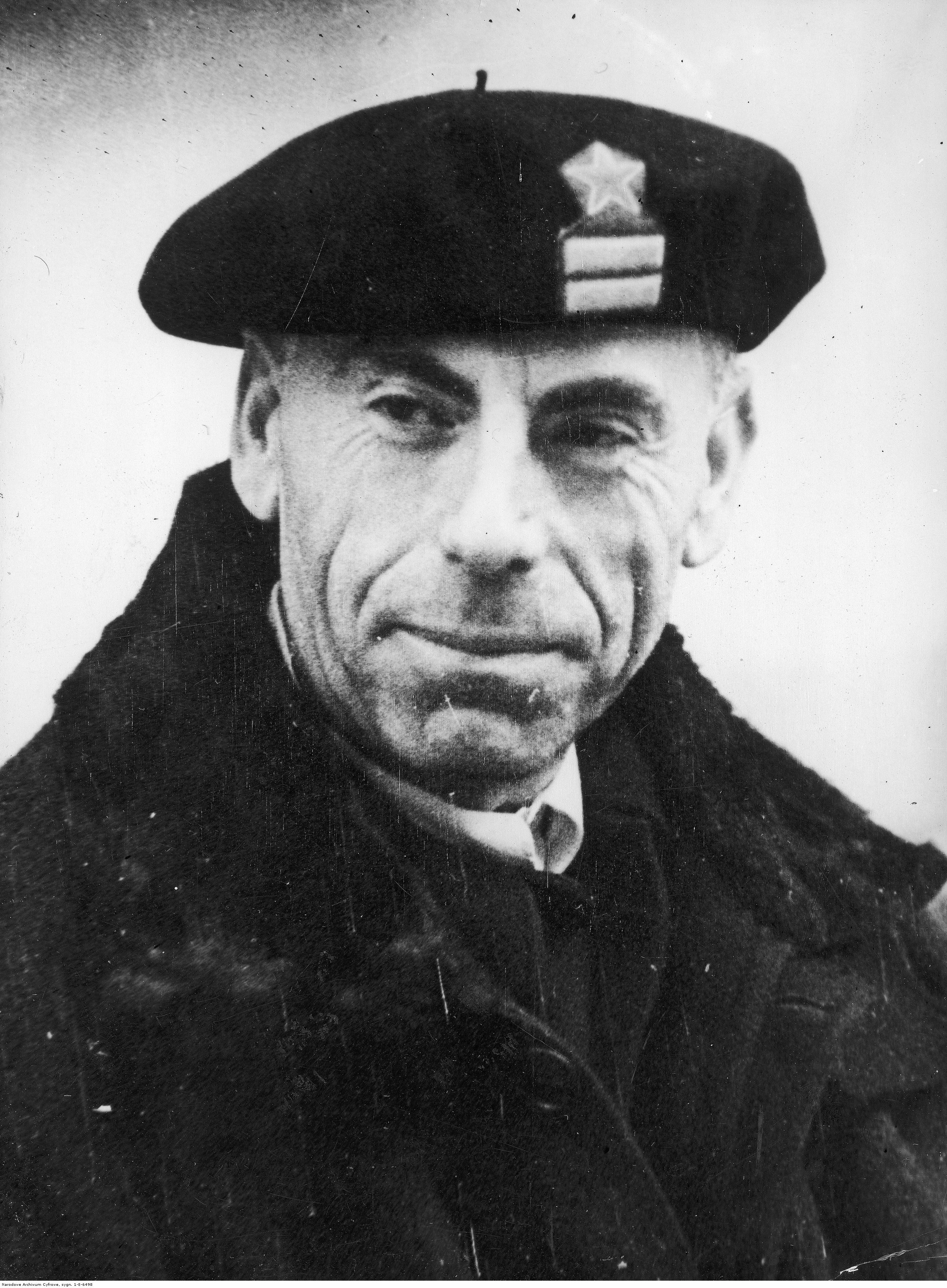
Antonio Ortega Gutierrez em 1937.

Antonio Ortega Gutierrez (17 de janeiro de 1888 – 15 de julho de 1939) foi um coronel do exército espanhol, considerado herói de guerra por ter lutado contra o movimento fascista do general Francisco Franco, defendendo Madrid durante a Guerra Civil Espanhola, em defesa da Segunda República Espanhola. Com a vitória do fascismo de Franco e o fim da guerra civil, foi preso e executado em 15 de julho de 1939.
Em 1937, Ortega Gutierrez foi nomeado presidente do clube de futebol Real Madrid, quando o clube tinha o nome de Madrid Fútbol Club. Em 1931, com o início da Segunda República, o nome havia sido alterado, retirando o "Real", para não fazer referência à monarquia. Em 1941, após a Guerra Civil Espanhola, voltou ao nome, cores e símbolos originais, sendo rebatizado para Real Madrid Club de Fútbol.
Ortega permaneceu no cargo até 1939, quando as forças republicanas foram derrotadas, fugindo para Alicante, onde foi preso e condenado à morte. Na lista oficial de presidentes, o clube espanhol não relaciona Ortega, nem seu antecessor Juan José Vallejo, ambos do período da guerra civil.